# Albert Mockel

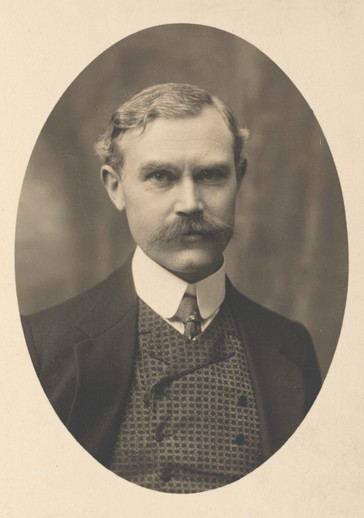
Albert Mockel

Albert Mockel (geb. 27. Dezember 1866 in Ougrée; gest. 30. Januar 1945 in Ixelles) war ein belgischer symbolistischer Dichter, Essayist und Kunstkritiker.

## Leben
Albert Mockel wurde 1866 in Ougrée, Belgien, geboren und studierte an der Université libre de Bruxelles, wo er später Professor für Literatur wurde. Er war eine prominente Figur der belgischen symbolistischen Bewegung, die sich durch die Konzentration auf Symbolismus, Spiritualität und das innere Leben auszeichnete.
Mockel war auch der Gründer der Literaturzeitschrift La Wallonie, die er als Plattform zur Förderung des Symbolismus und zur Präsentation der Werke belgischer Künstler und Schriftsteller nutzte. Er war ein starker Befürworter der Kunst und spielte eine wichtige Rolle bei der Förderung der Karriere belgischer Künstler, darunter James Ensor und George Minne.
Als Dichter war Mockels Werk stark vom Symbolismus beeinflusst, und seine Gedichte befassten sich häufig mit spirituellen und mystischen Themen. Er schrieb auch Essays über Literatur, Kunst und Philosophie, darunter seine Poetik Bemerkungen zu literarischen Fragen (Propos de littérature, 1894).

## Publikationen
- Chantefable un peu naïve (1891)
- Stéphane Mallarmé, un héros (1898)
- Propos de littérature (1894)
- Émile Verhaeren (1895)[2]
- Clartés (1901)
- Contes pour les enfants d'hier (1908)
- La Flamme stérile (1923)
- La Flamme immortelle (1924)